# Upplands runinskrifter 915
Upplands runinskrifter 915 är en försvunnen vikingatida runsten som varit rest i Tiby, Börje socken och Uppsala kommun. Stenen var troligen omkring 1,70 meter hög och omkring 1,35 meter bred. Den har varit försvunnen sedan 1800-talet och sägs vara krossad och ha använts som fyllnad i en mur i Tiby. Erik Brate ansåg att stenen var ristad av Öpir.

## Inskriften
Translitterering av runraden:
[suain auk kisluk lit... ...-ta stin at ' s(i)ksten faþur sin]
Normalisering till runsvenska:
Svæinn ok Gislaug let[u re]tta stæin at Sigstæin, faður sinn.
Översättning till nusvenska:
Sven och Gislög läto resa stenen efter Sigsten, sin fader.